# جفری هولمز
جفری هولمز (انگلیسی: Geoffrey Holmes; ۱۹ فوریهٔ ۱۸۹۴ – ۷ مهٔ ۱۹۶۴) بازیکن هاکی روی یخ اهل بریتانیا و از برندگان مدال‌های بازی‌های المپیک زمستانی بود.